# Student Bodies
Student Bodies es una película de comedia - terror de 1981 escrita y dirigida por Mickey Rose y con el no acreditado Michael Ritchie codirigiendo. Es una parodia de clásicos del slasher como Halloween, Viernes 13 y Prom Night.

## Argumento
Un asesino llamado The Breather tiene aterrorizados a los estudiantes del instituto local porque siempre que encuentra a jóvenes manteniendo relaciones sexuales, va y los mata. The Breather tiene algunas lecciones que impartir: le gusta respirar pesadamente y le encanta asustar por teléfono hablando a través de un pollo de goma.

## Elenco
- Kristen Riter como Toby Badger
- Matt Goldsby como Hardy
- Cullen Chambers como Charles Ray
- Jerry Belson como The Breather (acreditado como Richard Brando)
- Joe Flood como Sr. Dumpkin
- Joe Talarowski como el director Harlow Hebrew Peters
- Mimi Weddell como Srta. Mumsley
- Dario Jones como Mawamba
- Carl Jacobs como Dr. Sigmund
- Peggy Cooper como Ms. Van Dyke
- Janice E. O'Malley como la enfermera Krud
- Kevin Mannis como Scott
- Sara Eckhardt como Patti Priswell
- Oscar James como el entrenador/sheriff
- Kay Ogden como Sr. Leclair
- "The Stick" (Patrick Varnell) como Malvert, el conserje
- Brian Batytis como Wheels
- Joan Browning Jacobs como Sr. Hummers
- Angela Bressler como Julie
- Keith Singleton como Charlie

## Estreno
Student Bodies recaudó $5.2 millones en su estreno. Se convirtió en una película de culto en las noches por televisión.
En DVD se estrenó el 3 de junio de 2007. Y en la versión en Blu-ray en HD el 3 de mayo de 2011.

## Recepción
AllMovie añadió: "Student Bodies, aunque es ocasionalmente muy divertida, no es lo suficientemente consistente para ser una comedia o atemorizante para convertirse en una película de horror" .